# Lasiopogon fourcatensis
Lasiopogon fourcatensis is een vliegensoort uit de familie van de roofvliegen (Asilidae). De wetenschappelijke naam van de soort is voor het eerst geldig gepubliceerd in 1950 door Timon-David.